# 2098
2098 (ММXCVIII) е обикновена година, започваща в сряда според Григорианския календар. Тя е 2098-та година от новата ера, деветдесет и осмата от третото хилядолетие деветата от 2080-те.